# Atletica leggera ai Giochi della XVIII Olimpiade - 5000 metri piani

Video della Finale (immagini in B/N, commento originale)

La competizione dei 5000 metri piani maschili di atletica leggera ai Giochi della XVIII Olimpiade si è disputata nei giorni 16 e 18 ottobre 1964 allo Stadio Nazionale di Tokyo.

## L'eccellenza mondiale
| Primatista mondiale      | 13'35"0 1957 | Vladimir Kuc      | Rit. 1957 |
| Campione olimpico 1960   | 13'43"4      | Murray Halberg    | Presente  |
| Campione europeo 1962    | 14'00"6      | Bruce Tulloh      | Assente   |
| Vincitore dei Trials USA | 13'55"6      | William Dellinger | Presente  |

## Risultati

### Turni eliminatori
| 4 Batterie | 16 ottobre | 11 + 13 + 13 + 11 | Si qualificano i primi 3. |
| Finale     | 18 ottobre | 12 concorrenti    |                           |

### Batterie
| Pos. | Atleta              | Nazione          | Tempo   |
| ---- | ------------------- | ---------------- | ------- |
| 1    | Michel Jazy         | Francia          | 13'55"4 |
| 2    | Bill Baillie        | Nuova Zelanda    | 13'55"4 |
| 3    | Stepan Baidiuk      | Unione Sovietica | 14'00"2 |
| 4    | Andrei Barabaş      | Romania          | 14'00"2 |
| 5    | Tony Cook           | Australia        | 14'02"4 |
| 6    | John Herring        | Gran Bretagna    | 14'07"2 |
| 7    | Muharrem Dalkılıç   | Turchia          | 14'12"0 |
| 8    | Lutz Philipp        | Germania         | 14'15"2 |
| 9    | Bruce Kidd          | Canada           | 14'21"8 |
| 10   | János Pintér        | Ungheria         | 14'41"0 |
| 11   | Jean Randrianjatavo | Madagascar       | 15'50"4 |

| Pos. | Atleta            | Nazione          | Tempo   |
| ---- | ----------------- | ---------------- | ------- |
| 1    | Michael Wiggs     | Gran Bretagna    | 13'51"0 |
| 2    | William Dellinger | Stati Uniti      | 13'52"2 |
| 3    | Thor Helland      | Norvegia         | 13'52"4 |
| 4    | Lech Boguszewicz  | Polonia          | 13'52"8 |
| 5    | Kęstutis Orentas  | Unione Sovietica | 13'54"0 |
| 6    | Eugène Allonsius  | Belgio           | 13'55"0 |
| 7    | Jean Vaillant     | Francia          | 14'05"8 |
| 8    | Manfred Letzerich | Germania         | 14'06"2 |
| 9    | Tom O'Riordan     | Irlanda          | 14'08"8 |
| 10   | Aske Dam          | Danimarca        | 14'20"4 |
| 11   | Albie Thomas      | Australia        | 14'27"8 |
| 12   | Fernando Aguilar  | Spagna           | 14'29"2 |
| 13   | Álvaro Mejía      | Colombia         | 14'41"4 |

| Pos. | Atleta                | Nazione        | Tempo   |
| ---- | --------------------- | -------------- | ------- |
| 1    | Mohamed Gammoudi      | Tunisia        | 14'10"2 |
| 2    | Bob Schul             | Stati Uniti    | 14'11"4 |
| 3    | Harald Norpoth        | Germania       | 14'11"6 |
| 4    | Murray Halberg        | Nuova Zelanda  | 14'12"0 |
| 5    | Josef Tomáš           | Cecoslovacchia | 14'12"6 |
| 6    | Bengt Nåjde           | Svezia         | 14'13"4 |
| 7    | Franc Červan          | Jugoslavia     | 14'16"6 |
| 8    | Simo Saloranta        | Finlandia      | 14'24"6 |
| 9    | Lajos Mecser          | Ungheria       | 14'35"4 |
| 10   | Jean Fayolle          | Francia        | 14'44"6 |
| 11   | Somsak Keaokanta      | Thailandia     | 16'08"8 |
| 12   | Ranatunge Karunananda | Ceylon         | 16'22"2 |
| 13   | Nguyễn Văn Lý         | Vietnam        | 17'28"0 |

| Pos. | Atleta              | Nazione          | Tempo   |
| ---- | ------------------- | ---------------- | ------- |
| 1    | Ron Clarke          | Australia        | 13'48"4 |
| 2    | Kipchoge Keino      | Kenya            | 13'49"6 |
| 3    | Nikolay Dutov       | Unione Sovietica | 13'50"6 |
| 4    | Francisco Aritmendi | Spagna           | 14'05"0 |
| 5    | Sven-Olov Larsson   | Svezia           | 14'10"2 |
| 6    | Satsuo Iwashita     | Giappone         | 14'18"4 |
| 7    | Derek Graham        | Gran Bretagna    | 14'21"6 |
| 8    | Oscar Moore         | Stati Uniti      | 14'24"0 |
| 9    | Simo Važić          | Jugoslavia       | 14'33"8 |
| 10   | Henri Clerckx       | Belgio           | 14'40"0 |
| 11   | Neville Scott       | Nuova Zelanda    | 15'01"0 |

### Finale
La gara si svolge sotto condizioni meteo sfavorevoli (vento e pioggia). 

All'ultimo giro il francese Jazy lancia la volata; il russo Dutov, che gli è alle spalle, si stacca di diversi metri. Viene passato dal tedesco Norpoth e dall'americano Schul. Jazy si presenta ancora primo sul rettilineo finale. Schul supera Norpoth poi rinviene prepotentemente sul francese e s'invola verso la vittoria. In debito d'ossigeno, Jazy si fa superare anche dal tedesco ed arriva appaiato a Dellinger (USA). I due sono rilevati con lo stesso tempo: il bronzo è attribuito all'atleta in rimonta, quindi va al collo dell'americano. 
| Pos.    | Atleta            | Età | Nazione          | Tempo   |
| ------- | ----------------- | --- | ---------------- | ------- |
| Oro     | Bob Schul         | 27  | Stati Uniti      | 13'48"8 |
| Argento | Harald Norpoth    | 22  | Germania         | 13'49"6 |
| Bronzo  | William Dellinger | 30  | Stati Uniti      | 13'49"8 |
| 4       | Michel Jazy       | 28  | Francia          | 13'49"8 |
| 5       | Kipchoge Keino    | 24  | Kenya            | 13'50"4 |
| 6       | Bill Baillie      | 30  | Nuova Zelanda    | 13'51"0 |
| 7       | Nikolay Dutov     | 25  | Unione Sovietica | 13'53"8 |
| 8       | Thor Helland      | 27  | Norvegia         | 13'57"0 |
| 9       | Ron Clarke        | 27  | Australia        | 13'58"0 |
| 10      | Stepan Baidiuk    | 23  | Unione Sovietica | 14'11"2 |
| 11      | Michael Wiggs     | 26  | Gran Bretagna    | 14'20"8 |
| -       | Mohamed Gammoudi  | 26  | Tunisia          | NP      |